# Hydrotoxin – Die Bombe tickt in dir
Hydrotoxin – Die Bombe tickt in dir ist ein 1992 produzierter US-amerikanischer Thriller von Christian Duguay. Er ist auch unter dem Alternativtitel „Hydrotoxin - Die lebenden Bomben“ bekannt.

## Handlung
Danny O’Neill, Sprengstoffexperte beim FBI, steckt in einer schweren privaten Krise: er lebt in Trennung von Ehefrau Terry, nachdem die gemeinsame Tochter einige Zeit zuvor im Pool ihres Hauses ertrank. Parallel dazu werden zwei Senatoren durch Explosionen umgebracht, ohne dass sich Spuren eines Sprengstoffs finden. Als beim zweiten Attentat Salvatore, ein mutmaßlicher Tatbeteiligter, einen Unfall erleidet, wird dieser festgenommen. Die Hoffnung, über diesen nähere Hinweise zu erlangen, scheitert aber, da es bei Salvatores Gerichtsverhandlung zu einem weiteren Anschlag kommt: die vorsitzende Richterin detoniert wortwörtlich, nachdem sie aus einem Glas Wasser getrunken hat, und tötet den Angeklagten dabei. O’Neill, der Zeuge der Explosion war, findet mit seinem Kollegen Shane heraus, dass der Auslöser ein geruchs- sowie farbloser Sprengstoff ist, der detoniert, sobald dieser mit Magensäure in Berührung kommt. Somit kann es in jedem Getränk oder jeder Speise versteckt werden, was die Konsumenten faktisch zu lebenden Bomben und den Sprengstoff sehr gefährlich macht.
O’Neill ermittelt weiter und findet heraus, dass mehrere Senatoren unlauter ein neues Waffengesetz durchsetzen wollten und dafür illegale Geschäfte mit dem russischen Terroristen Rashid betrieben haben. Die zwei Getöteten gehörten dazu, einzig Senator Frank Traveres ist noch am Leben, was diesen in Rashids Fadenkreuz rücken lässt. Pikanterweise ist es ausgerechnet Traveres, der mit O’Neills Frau Terry aktuell ein Verhältnis hat, was Danny in eine weitere verzwickte Lage bringt: einerseits muss er ermitteln und Traveres schützen, würde seinen Nebenbuhler gleichzeitig aber gern aus dem Weg haben. Da er allerdings mit einem Anschlag auf den Senator rechnet und befürchtet, Terry an dessen Seite könne ebenfalls ein Opfer werden, beschattet Danny Traveres fortlaufend, was ihm dienstliche Schwierigkeiten einbringt.
Rashid, welcher den Anschlag auf seinen Handlanger Salvatore in Auftrag gab, um möglichst unerkannt zu bleiben, hat den flüssigen Sprengstoff mit Unterstützung eines Wissenschaftlers (den er kurz darauf ermordet) entwickeln lassen, um eine neue Welle des Terrors zu entfachen. Einzig Traveres, der Rashid u. a. noch zehn Millionen Dollar schuldet, steht dem noch im Weg. Zu diesem Zweck infiltriert Rashids rechte Hand Al-red eine Veranstaltung des Senators, um dort eine Bombe zu zünden. Der anwesende O’Neill kann die allerdings verhindern, so dass nur Al-red (der den Explosivstoff versehentlich geschluckt hat) umkommt. Dies sorgt für ein Umdenken bei Terry, so dass diese und Danny erneut zueinander finden.
In einem allerletzten Versuch überrennt Rashid mit seinen Terroristen Traveres schwer bewachtes Anwesen, um diesen gefangen zu nehmen. Der zeitgleich um Traveres Sicherheit besorgte O’Neill infiltriert ebenfalls die Villa und schützt den eigentlichen Konkurrenten, wobei er mittels handelsüblicher Dinge aus Traveres Haushalt Sprengkörper bastelt und Rashids Leute einen nach dem anderen ausschaltet. Letztlich bleibt nur Rashid übrig, der Terry als Geisel nimmt sowie den Sprengstoff zu sich. O’Neill gelingt es aber Terry zu befreien, in Sicherheit zu bringen und mit Traveres rettend aus dem obersten Stock des Hauses zu springen, bevor dieses mit Rashid explodiert. Dabei landet Traveres auf einem angespitzten Metallzaun und stirbt ebenfalls.
Rund ein Jahr später erlebt man einen zufriedenen und glücklichen O’Neill, dem bei der Entschärfung einer Autobombe mitgeteilt wird, dass Terry nun endlich soweit sei und im Kreißsaal liege. Danny rennt zum Auto, um die Geburt seines Kindes nicht zu verpassen.

## Kritiken
„Ein im „Scanners“-Stil gehaltenes Action-Spektakel, das unter Abminderung genreüblicher Ekeleffekte reißerische Perfektion, aber nur mäßige Spannung bietet.“ (Filmdienst)
Von insgesamt fünf Kritiken war jedoch keine positiv gestimmt.

## Synchronisation
Die deutsche Synchronisation entstand unter der Dialogregie von Dr. Michael Nowka nach einem Dialogdrehbuch von ebendiesem bei der Berliner Synchron GmbH Wenzel Lüdecke.
Nowka sprach im Film selbst Michael St. Gerard als (später abtrünniger) Leibwächter Traveres.
| Darsteller         | Deutsche Stimme    | Rolle               |
| ------------------ | ------------------ | ------------------- |
| Pierce Brosnan     | Joachim Tennstedt  | Danny O’Neill       |
| Lisa Eilbacher     | Anita Lochner      | Terry O’Neill       |
| Ron Silver         | Norbert Langer     | Sen. Frank Traveres |
| Ben Cross          | Thomas Wolff       | Mikhail Rashid      |
| Tony Plana         | Muhiddin El-Khadra | Al-red              |
| Al Waxman          | Bert Franzke       | James Garvey        |
| Brent Jennings     | Randolf Kronberg   | Shane Rogers        |
| Philip Baker Hall  | Eric Vaessen       | Sen. Thyme          |
| Norman Burton      | Klaus Miedel       | Sen. Victor         |
| Michael St. Gerard | Dr. Michael Nowka  | Ben                 |
| Lenka Peterson     | Barbara Adolph     | Gwen                |